# Demoiselle de Rhuis
La Demoiselle de Rhuis, appelée aussi la Pierre de Rhuis, est un menhir situé sur le territoire de la commune de Rhuis, dans le département de l'Oise en France.

## Protection
Le menhir est inscrit Monument historique par arrêté du 16 septembre 1982.

## Description
Le menhir est l'unique exemplaire restant d'un ensemble mégalithique appelé les Demoiselles de Rhuis, ayant compté au moins six menhirs d'après des témoignages datés de 1764. Deux menhirs subsistaient encore en 1789 mais l'un fut brisé en 1793.
Le menhir mesure 3 m de hauteur, 2,30 m de largeur et 0,5 m d'épaisseur.

Autres vues
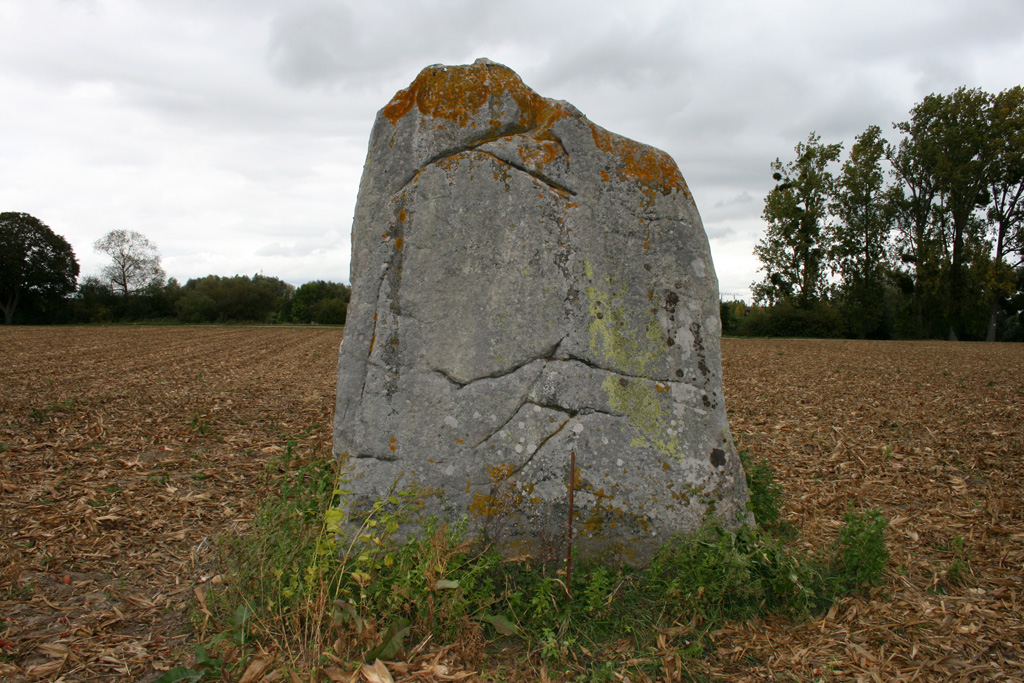
Le menhir vu du Sud.
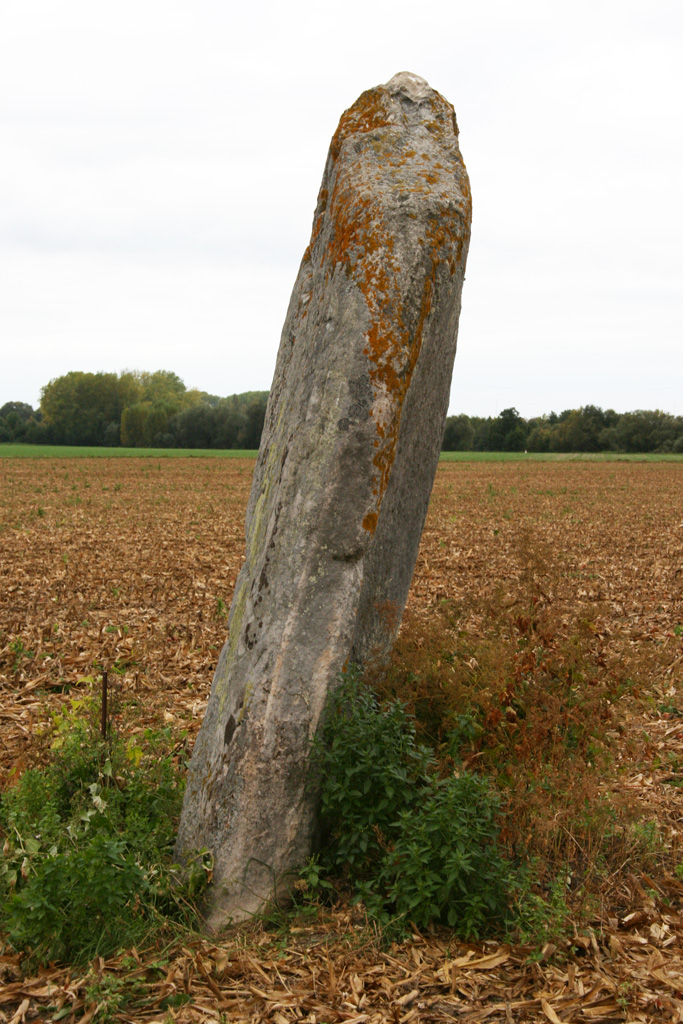
Le menhir vu de l'Est.
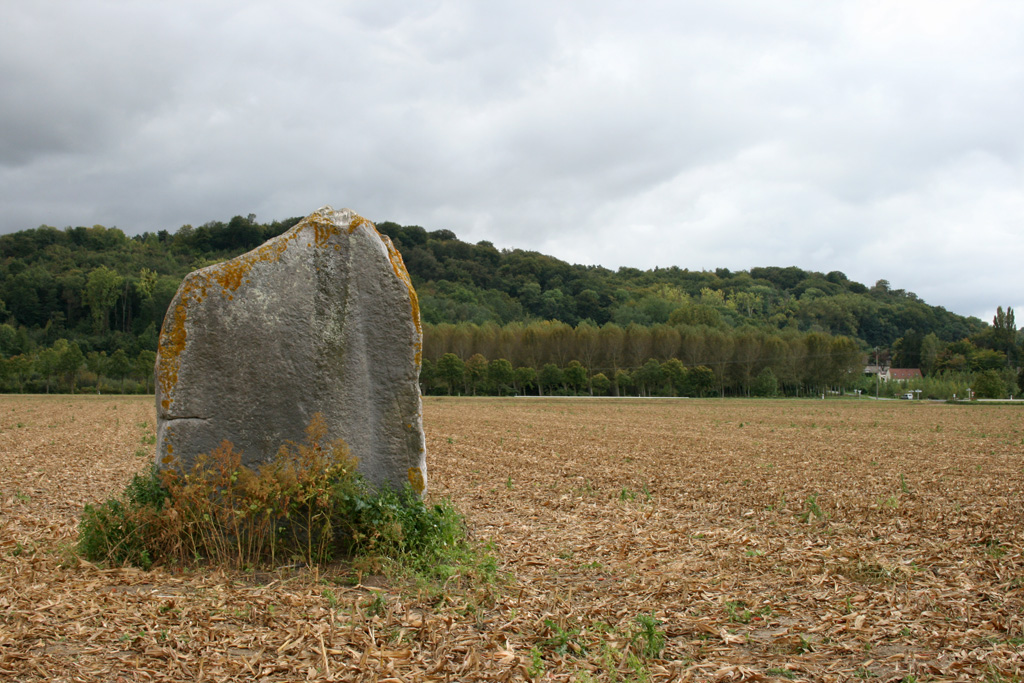
Le menhir vu du Nord avec en arrière-plan la Forêt d'Halatte.